# Дурдинець Петро Петрович
Петро Петрович Дурдинець (9 серпня 1930, село Ромочевиця, Чехословацька Республіка, тепер Мукачівський район Закарпатської області, Україна) — академік Лісівничої академії наук України, кандидат економічних наук.

## Життєпис
Дурдинець Петро Петрович народився 9 серпня 1930 року в селі Ромочевиця Мукачівського району Закарпатської області в сім'ї землеробів. Здобував освіту у нелегкі історичні часи: 5 років навчався у рідному селі — народній школі при Чехословацькій республіці, 4 роки — в угро-руській гімназії м. Мукачеве за угорської окупації, ще 3 роки — в середній школі ім. О. С. Пушкіна м. Мукачеве вже при радянській владі.
У 1948 р. поступив на лісоінженерний факультет Львівського лісотехнічного інституту (ЛЛТІ, тепер — Національний лісотехнічний університет України, м. Львів), який закінчив у 1953 році.
Працюючи на різних посадах, Дурдинець П. П. з дозволу Міністерства вищої та середньої освіти навчався заочно п'ять років у Львівському лісотехнічному інституті на факультеті механічної обробки деревини, який закінчив у 1960 р. Він є першою особою, яка отримала вищу освіту за двома порідненими спеціальностями. Крім цього, Дурдинець П. П. три роки (1973—1975 рр.) навчався на вечірньому відділенні університету марксизму-ленінізму на факультеті керівних кадрів з управління народного господарства. В 1975 р. з відривом від основної роботи навчався в Інституті народного господарства (м. Москва) на відділенні з методів управління та організації народного господарства.
Після закінчення Львівського лісотехнічного інституту Дурдинець П. П. шість років працював головним інженером на меблевому комбінаті в м. Мукачевому, два роки — першим директором-організатором філіалу Українського державного інституту з проектування меблів та столярних виробів в м. Мукачевому. В 1960 р. був переведений на роботу в Український раднаргосп, в якому працював з 1960 до січня 1963 року на посадах головного інженера—заступника начальника управління та з січня 1963 до жовтня 1965 року — начальника Головного управління лісової, паперової та деревообробної промисловості. У листопаді 1965—1986 рр. працював заступником, а останні шість років — першим заступником Міністра лісової та деревообробної промисловості УРСР Івана Івановича Грунянського. За роки спільної роботи тільки в Закарпатті було споруджено і реконструйовано Свалявський, Хустський, Буштинський, Рахівський, Ясинянський і Мукачівський лісокомбінати, Тересвянський деревообробний комбінат, Мукачівський і Берегівський меблеві комбінати, Ужгородський фанерно-меблевий комбінат ім. Борканюка, Іршавську і Виноградівську меблеві фабрики, Свалявський лісохімзавод, а також санаторій «Кришталеве джерело», палаци культури в Сваляві, Ужгороді, Тересві, Великому Бичкові, Буштині, профтехучилища в Мукачевому і Ужгороді, технікум у Хусті, житло, дитячі садочки. У 1990 році в лісовій та деревопереробній галузі України працювало понад триста тисяч чоловік.
В період 1986—1992 рр. працював на посаді начальника відділу економіки лісового господарства і розвитку лісової промисловості Держплану України.
На громадських засадах працював два роки викладачем спецдисциплін у професійному училищі м. Мукачево, більш як 25 років — головою правління науково-технічного товариства деревообробної та паперової промисловості України, понад 10 років — головним редактором республіканського галузевого журналу «Лісове господарство, лісова, деревообробна та паперова промисловість України».
У 1961 р. був членом урядової комісії, якій було доручено вивчити стан лісового господарства, лісової та деревообробної промисловості в Закарпатській, Івано-Франківській та Чернівецькій областях. На підставі заключення комісії було створено 34 комплексні підприємства-лісокомбінати, що дозволило впровадити єдину організаційну і технічну політику у лісовирощуванні, заготівлі і глибокій переробці деревини та випуску товарів народного споживання, а також різко скоротити витрати бюджету на утримання апарату та на проведення лісогосподарських робіт. Комплексні лісові господарства Карпат були гордістю України, отримували неодноразово високу оцінку господарської діяльності з боку науковців, виробників, урядів України і колишнього Союзу та на міжнародних лісових організацій.
Не зважаючи на те, що керівництво не рекомендувало високопосадовцям займатися науковою роботою, Дурдинець П. П. підготував і в 1971 р. захистив у Ленінградській лісотехнічній академії дисертацію на здобуття наукового ступеня кандидата економічних наук.

## Наукова діяльність
Дурдинець П. П. є автором і співавтором понад 100 друкованих праць, в тому числі однієї монографії, двох довідників, 25 брошур. Основні з них:
- «Проблеми лісового комплексу України»,
- «Напрямки розвитку лісового господарства, лісової і деревообробної промисловості»,
- «Економічні важелі по використанню лісових площ»,
- «Проблеми забезпечення лісоматеріалами та їх раціональне використання»,
- «Технічний прогрес в галузі»,
- «Виробництво і споживання меблів»,
- «Меблева промисловість України»,
- «Концентрація та спеціалізація меблевого виробництва»,
- «Оздоблювальні матеріали» та інші.

## Нагороди
- Орден Трудового Червоного Прапора (За багаторічну сумлінну працю в галузі, значний внесок у її розвиток),
- Орден «Знак Пошани» (двічі),
- Медаль «За трудову доблесть»,
- Медаль «Ветеран праці»,
- Медаль «В пам'ять 1500-річчя Києва»,
- Почесною грамотою Президії Верховної Ради України та іншими відзнаками та нагородами.

## Родина
Дружина — Ганна Федорівна, Син Петро — війковий інженер прикладної математики, кандидат технічних наук, полковник запасу, донька Оксана — лікар-офтальмолог, кандидат медичних наук, доцент Київського Національного медичного університету.